# R-Truth
Ronald "Ron" Killings (sinh ngày 19 tháng 1 năm 1972) là một đô vật và ca sĩ nhạc hip hop chuyên nghiệp người Mỹ. Anh hiện ký hợp đồng với World Wrestling Entertainment, biểu diễn trong WWE với tên võ đài là R-Truth.
Jackie Crockett tại National Wrestling Alliance ban đầu đã cố gắng thuyết phục Killings trở thành một đấu vật chuyên nghiệp nhưng anh đã quyết tâm tập trung vào sự nghiệp âm nhạc. Killings đã trải qua hai năm trong sự nghiệp âm nhạc và đã liên lạc lại với Crockett và tỏ ý muốn trở thành một đấu vật.

## Sự nghiệp đấu vật
Ronnie Arron Killings sinh ngày 19 tháng 1 năm 1972 tại quận Willamsburg, Nam Carolina nhưng lớn lên tại Atlanta, Georgia. Để kiếm tiền lúc mới trưởng thành, Killings đã bán cocaine trên các con phố để kiếm thêm tiền.

## Các chức vô địch và danh hiệu
- CyberSpace Wrestling Federation
  - CSWF Heavyweight Championship (1 lần)
- Memphis Championship Wrestling
  - MCW Southern Heavyweight Championship (2 lần)
- NWA Wildside
  - NWA Wildside Television Championship (1 lần)
- Pro Wrestling Illustrated
  - Tag Team of the Year (2012) với Kofi Kingston.
  - PWI ranked him #18 of the 500 best singles wrestlers in the PWI 500 in 2004
- Total Nonstop Action Wrestling
  - NWA World Heavyweight Championship (2 lần)
  - NWA World Tag Team Championship (2 lần)* - với B.G. James và Konnan
  - TNA World Tag Team Championship (1 lần) – với Adam Jones
- World Wrestling Federation / World Wrestling Entertainment / WWE
  - WWE 24/7 Championship (53 lần)
  - WWF Hardcore Championship (2 lần)
  - WWE United States Championship (2 lần)
  - WWE Tag Team Championship (1 lần) – với Kofi Kingston
  - Bragging Rights Trophy (2009) – với Team Smackdown (Chris Jericho, Kane, Matt Hardy, Finlay, and The Hart Dynasty (David Hart Smith và Tyson Kidd)
  - Slammy Award (2 lần)
    - Best Musical Performance (2008)[
    - LOL Moment of the Year (2015)
- Wrestling Observer Newsletter
  - Worst Worked Match of the Year (2006) TNA Reverse Battle Royal on TNA Impact!

* Killings bảo vệ chức vô địch với một trong hai người James hoặc Konnan theo luật Freebird.